# جیمی بابیت
جیمی بابیت (انگلیسی: Jamie Babbit؛ زادهٔ ۱۶ نوامبر ۱۹۷۰) یک فیلم‌نامه‌نویس، کارگردان و تهیه‌کننده اهل ایالات متحده آمریکا است. وی از سال ۱۹۸۶ میلادی تاکنون مشغول فعالیت بوده‌است.
وی کارگردان فیلم‌هایی همچون دنیای مالکوم، آلیاس، بتی بی‌ریخته، دختر سخن‌چین و بورلی هیلز ۹۰۲۱۰ و در جستجو بوده است.